# Mały Łęck
Mały Łęck (deutsch Klein Lensk) und Mały Łęck (Osada) sind Orte in der polnischen Woiwodschaft Ermland-Masuren. Sie gehören zur Gmina Płośnica (Landgemeinde Heinrichsdorf) im Powiat Działdowski (Kreis Soldau).

## Geographische Lage
Mały Łęck liegt im Südwesten der Woiwodschaft Ermland-Masuren, 32 Kilometer südwestlich der einstigen Kreisstadt Neidenburg (polnisch Nidzica) bzw. 13 Kilometer westlich der heutigen Kreismetropole Działdowo (deutsch Soldau i. Ostpr.). 
Die Osada („Siedlung“) Mały Łęck liegt 1 Kilometer westlich des Dorfes.

## Geschichte
Das Dorf Klein Lensk – vor 1785 Klein Lentzke genannt – wurde 1334 gegründet. 1 Kilometer westlich des Dorfes befand sich das Gut Klein Lensk.
Im Jahre 1874 wurde die Landgemeinde Klein Lensk in den Amtsbezirk Groß Lensk (polnisch Wielki Łęck) im ostpreußischen Kreis Neidenburg aufgenommen. Im Jahre 1910 zählte Klein Lensk insgesamt 300 Einwohner.
Im Soldauer Gebiet gelegen, musste Klein Lensk wie alle seine Nachbarorte gemäß Versailler Vertrag an Polen abgetreten werden. Das erfolgte am 10. Januar 1920. Als „Mały Łęck“ wurde das Dorf mit der Gutssiedlung in die neu gebildete Landgemeinde Płośnica (Heinrichsdorf) eingegliedert, die jedoch 1939 zum Deutschen Reich kam, in „Landgemeinde Heinrichsdorf“ umbenannt und 1940 als „Amtsbezirk Heinrichsdorf“ dem Kreis Neidenburg zugeordnet wurde.
1945 wurde in Kriegsfolge das gesamte südliche Ostpreußen an Polen überstellt. Klein Lensk trägt seither wieder die polnische Namensform „Mały Łęck“ und ist zusammen mit Mały Łęck (Osada) eine Ortschaft im Verbund der Gmina Płośnica (Landgemeinde Heinrichsdorf) im Powiat Działdowski (Kreis Soldau), bis 1998 der Woiwodschaft Ciechanów, seither der Woiwodschaft Ermland-Masuren zugehörig. Im Jahre 2011 zählte Mały Łęck 304 Einwohner.

## Kirche
Klein Lensk war bis 1945 in die evangelische Kirche Heinrichsdorf (Kreis Neidenburg) in der Kirchenprovinz Ostpreußen der Kirche der Altpreußischen Union bzw. nach 1920 in die Diözese Działdowo der Unierten Evangelischen Kirche in Polen, außerdem in die römisch-katholische Kirche Groß Lensk (polnisch Wielki Łęck) eingepfarrt.
Heute gehören Mały Łęck und Mały Łęck (Osada) zur evangelischen Erlöserkirche Działdowo (Soldau)mit der Jesuskirche Lidzbark (Lautenburg) in der Diözese Masuren der Evangelisch-Augsburgischen Kirche in Polen sowie zur römisch-katholischen Pfarrei Wielki Łęck (Groß Lensk) im Dekanat Lidzbark Welski, Region Brodnica (Strasburg), im Bistum Toruń (Thorn).

## Verkehr
Mały Łęck liegt an einer Nebenstraße, die Płośnica mit der Woiwodschaftsstraße 544 verbindet. Eine direkte Landwegverbindung führt von Mały Łęck zur Osada Mały Łęck. Eine Bahnanschluss besteht nicht.